# Karl Löbbecke
Karl Heinrich Löbbecke (* 23. Oktober 1890 in Üfingen, Herzogtum Braunschweig; † 8. Januar 1942 in Neukuhren, Ostpreußen) war ein deutscher Landwirt, Offizier und Politiker (CNBL).

## Leben
Karl Löbbecke wurde als Sohn eines Rittergutsbesitzers geboren. Nach der Mittleren Reife an der Landwirtschaftlichen Schule in Helmstedt absolvierte er eine landwirtschaftliche Ausbildung in Mecklenburg und Fallersleben, die durch seinen Militärdienst als Einjährig-Freiwilliger unterbrochen wurde. Er nahm von 1914 bis 1917 als Soldat am Ersten Weltkrieg teil, zuletzt als Leutnant der Reserve. Während des Krieges wurde er an der Westfront eingesetzt und erlitt eine schwere Verwundung, in deren Folge ihm ein Bein amputiert werden musste. Anfang 1918 übernahm er als Pächter die Leitung des väterlichen Rittergutes in Üfingen.
Während der Zeit der Weimarer Republik trat Löbbecke in die CNBL ein. Bei der Landtagswahl 1930 wurde er über die Bürgerliche Einheitsliste als Abgeordneter in den Braunschweigischen Landtag gewählt, dem er bis 1933 angehörte.
Löbbecke gab 1933 das Rittergut auf und setzte ab 1937 seine militärische Karriere fort. 1939 übernahm er als Major die Leitung des Fliegerhorstes Neukuhren.